# ميلفين رودريغوس
ميلفين رودريغوس (بالهندية: मेल्विन रोड्रीगस؛ بالإنجليزية: Melvyn Rodrigues) هو كاتب وشاعر هندي، ولد في 8 يوليو 1962 في مانغلور في الهند.